# Weingarten (powiat Ravensburg)
Weingarten (hist. Altdorf, łac. Vinea) – miasto w Niemczech, w kraju związkowym Badenia-Wirtembergia, w rejencji Tybinga, w regionie Bodensee-Oberschwaben, w powiecie Ravensburg, wchodzi w skład związku gmin Mittleres Schussental. Leży w krainie Górna Szwabia w pobliżu miasta Ravensburg.

## Zabytki
Znajduje się tutaj dawne benedyktyńskie opactwo Weingarten z jednym z największych kościołów w Niemczech – bazyliką św. Marcina z późnobarokowymi freskami Cosmasa Damiana Asama.

## Współpraca
Miejscowości partnerskie:
- Blumenau, Brazylia od lat 70.
- Bron, Francja od 1963
- Brześć, Białoruś od 1989
- Burgeis – część Malles Venosta, Włochy od 1959
- Grimma, Saksonia od 1990
- Mantua, Włochy od 1998

## Linki zewnętrzne

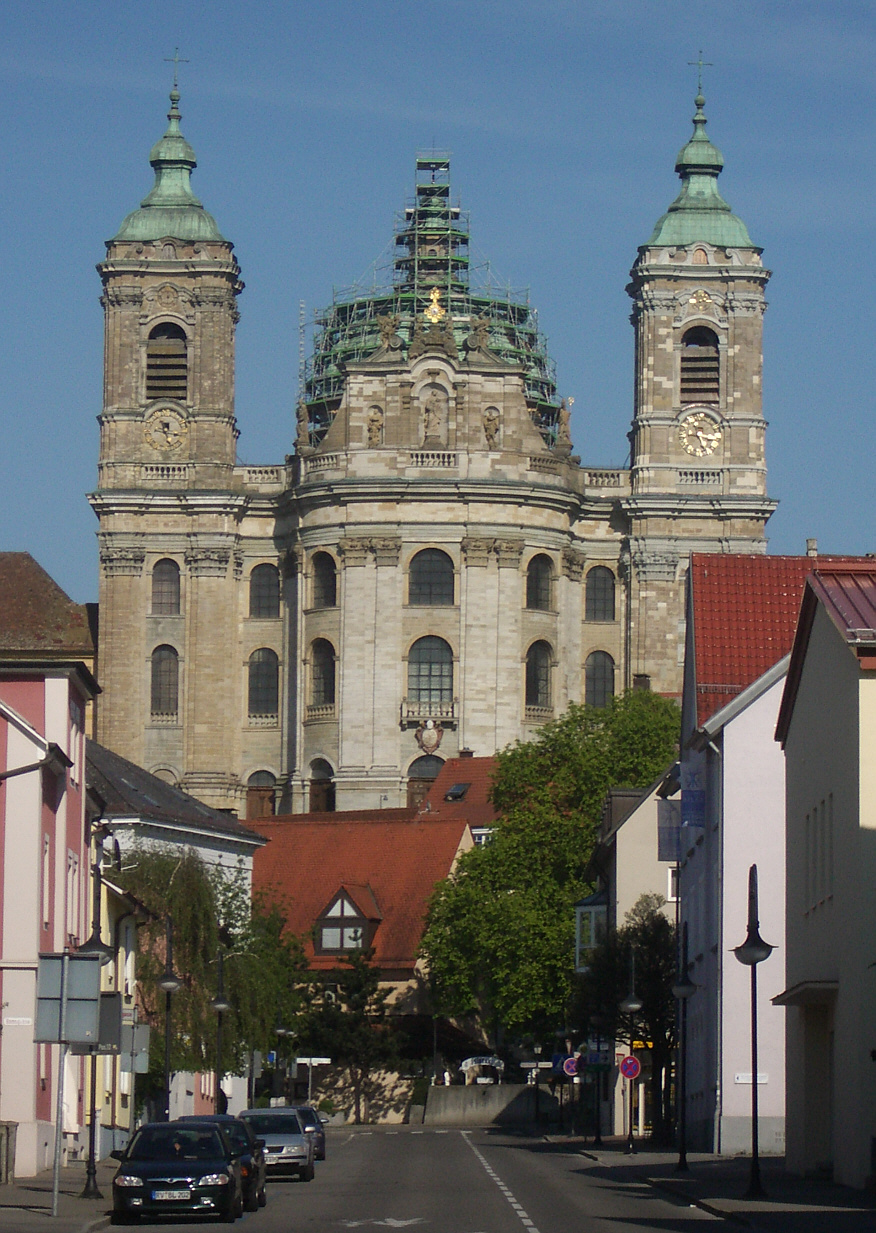
Bazylika św. Marcina i św. Oswalda (St. Martin und St. Oswald)